# Kendric
Kendric ist eine vierköpfige deutsche Rockband. Sie wurde um das Jahr 2000 in Hamburg gegründet. Der musikalische Stil wird beeinflusst von Bands wie Oasis oder Travis.

## Werdegang
Die ursprünglich fünf Musiker verfolgten nach Gründung der Band das Ziel, melodiöse Rockmusik zu komponieren. In den folgenden Jahren entstanden mehr als 50 eigene Songs. Der kommerzielle Erfolg blieb jedoch aus. Anfang 2007 ließen die Musiker die Band ruhen und begannen beruflich andere Ziele zu verfolgen. Ken Dillon, Gitarrist und zweiter Sänger der Band, zog aus privaten Gründen im Sommer 2007 nach Australien.
Kurz danach erhielt der Produzent der Band Kay Nickold die Anfrage, die Musik für eine Fernsehkampagne der Discountkette Lidl zu schreiben. Nickold griff auf den schon Jahre zuvor von Kendric eingespielten Song The Little Things zurück, der das Gefallen der Werbeleute fand. Nachdem die Kampagne im Sommer 2008 lanciert wurde, kam Ende November 2008 der Song als Single auf den Markt und erreichte die deutschen Verkaufscharts.

## Diskografie
Singles
- 2008: The Little Things